# Сорока Юрій Михайлович
Сорока Юрій Михайлович (27 березня 1954, Романів, Луцький район, Волинська область — 23 серпня 2023, Київ) — український історик, доктор історичних наук, професор Київського національного університету імені Тараса Шевченка, заступник головного редактора журналу «Волинь моя».

## Біографія

### Освіта
У 1971 році закінчив Романівську середню школу, а в 1980-му — історичний факультет Київського національного університету імені Тараса Шевченка. Служив у Збройних Силах СРСР. Навчався в аспірантурі історичного факультету Київського національного університету імені Тараса Шевченка. Захистив кандидатську дисертацію (1985 р.), докторську дисертацію (2009 р.). Окрім рідної української, володіє англійською, польською і російською мовами.

### Діяльність
Після закінчення аспірантури працює в Київському національному університеті імені Тараса Шевченка: асистентом, викладачем, старшим викладачем, першим заступником декана історичного факультету, доцентом, професором цього факультету, завідував кафедрою архівознавства та спеціальних галузей історичної науки.
Сорока Ю. М. — відомий український історик, автор понад ста наукових публікацій з історії української державності, зокрема, історії західноукраїнських земель. Серед них — монографія «Населення західноукраїнських земель: депортації, переселення, мобілізації, міграції (1939-1950-ті роки)» та книга «Романів. Історичне минуле і сучасне волинського села». У публікаціях Сороки Ю. М. комплексно досліджується і висвітлюється механізм репресій проти населення Західної України у 30-50-х роках минулого століття, аналізуються історичні, ідеологічні, економічні, соціальні, міграційні процеси та їхній вплив на етнополітичні та демографічні зміни в регіоні.
Сорока Ю. М. — один із активних діячів Міжнародного громадського об'єднання «Волинське братство», заступник головного редактора журналу «Волинь моя», автор багатьох статей на його сторінках. Член ученої ради історичного факультету Київського національного університету імені Тараса Шевченка та вченої ради історичного факультету Східноєвропейського національного університету імені Лесі Українки.
Помер у Києві 23 серпня 2023 року.